# Murda Beatz
 (septembre 2018).
Si vous disposez d'ouvrages ou d'articles de référence ou si vous connaissez des sites web de qualité traitant du thème abordé ici, merci de compléter l'article en donnant les références utiles à sa vérifiabilité et en les liant à la section « Notes et références ».
Murda Beatz, né le 11 février 1994 en Ontario, est un producteur de musique et auteur-compositeur canadien.
Il a produit la chanson No Shopping de French Montana et la chanson Back on Road de Gucci Mane. Murda a produit plusieurs chansons d'artistes célèbres aux États-Unis, tels que Travis Scott, Drake, 6ix9ine, Migos, PartyNextDoor, Pressa, Ykhay et la chanson Legendary de Tyga.

## Discographie

### Mixtapes
- 2016 : Keep God First
- 2018 : Bless Yo Trap (avec Smokepurpp)